# Sericosema lignata
Sericosema lignata là một loài bướm đêm trong họ Geometridae.